# 101 км (зупинний пункт, Кримська дирекція Придніпровської залізниці)
101 кіломе́тр — залізничний пасажирський зупинний пункт Кримської дирекції залізничних перевезень Придніпровської залізниці.
Розташований у місті Керч (місцевість Войково), АР Крим на лінії Владиславівка — Крим між станціями Керченський Завод (5 км) та Крим (8 км).
Станом на серпень 2019 р. пасажирське сполучення відсутнє.